# Susjed (tvrđava)
Tvrđava Susjed nalazi se u Nikšićkoj župi (Onogošt), na oko 17 km istočno od Nikšića. U razvijenom srednjem vijeku područje tvrđave kontrolišu Kosače. Susjed je smješten na brdu koje dominira dijelom župe Onogošt oko Morakova. Sa istočne strane Susjed je nepristupačan, a njegova južna strane je zaštićena jakim bedemima. Ima dva glavna dijela sa nekoliko kula i cisternu. U podnožju brda je izvorska voda kojom se tvrđava snadbijevala.
Tvrđava se spominje u poveljama za Stjepana Vukčića Kosaču Alfonsa Aragonskog iz 1444. (Susit honagust castello con lo contato) i 1454. (civitate Susied cum castris et pertinentiis suis), te Fridrika III iz 1448. godine (castrum Sozet).